# TmaxSoft
TmaxSoft — южнокорейская международная компания, специализирующаяся в области корпоративного ПО. Она была основана в 1997 году профессором Daeyeon Park, бывшим профессором в KAIST (Корейский ведущий научно-технический институт). Компания состоит из трёх подразделений: TmaxSoft, TmaxGlobal и TmaxData. На сегодняшний день TmaxData (бывшая Tibero) работает как самостоятельная компания. Есть собственный центр R&D, продолжающий развитие продуктов компании.
Компания начала деятельность как поставщик связующего программного обеспечения, первый продукт Tmax — монитор транзакций. TmaxSoft на сегодняшний день крупнейший поставщик корпоративного программных систем в Республике Корея, по состоянию на 2013 год и является участником JCP. Её продукты связующего ПО включают Tmax (набор инструментов контроля процессов транзакций), JEUS (Java EE сервер приложений), и WebtoB (Веб-сервер). Один из флагманов — реляционная корпоративная СУБД Tibero, ProSync (средство репликации), Infinidata (решение для BigData), Sysmaster (контроль производительности приложений), ProFrame (каркас приложений для банкинга) и OpenFrame (набор инструментов для перебазирования устаревших мэйнфреймов).
В 2016 году компанией была выпущена собственная основанная на Linux операционная система "Tmax OS", позволяющая запускать Windows приложения.

## История
- 1997 Основана компания, Выпущен Tmax TP Monitor
- 2000 Выпущены JEUS, WebtoB, основана Tmax Japan
- 2002 Сертификация J2EE 1.2, присоединение к JCP, выпущен OpenFrame, основана Tmax US
- 2003 Выпущен Tibero DBMS, выделена Tibero, выпущены ProFrame, Anylink, основана Tmax China
- 2009 JEUS расположился в квадранте визионеров Gartner[3]
- 2006 Сертификация Java EE5 (первые в мире), Сервер приложений № 1 на корейском рынке
- 2010 Основаны венчурный фонд KT Innotz Joint, проект G Corp в продажах в США
- 2011 JEUS™ расположился в магическом квадранте визионеров Gartner[4]

- 2012 Сервер приложений № 1 на корейском рынке в течение 10 лет, награда «Best Software Business»
- 2013 Основаны Tmax Singapore, Tmax Russia, Tmax UK
- 2014 Основана Tmax Brazil
- 2015 Открыты офисы в Австралии, Турции, выпущена версия Tibero 6 приблизившая компанию к основному конкуренту.
- 2016 Продемонстрирован выпуск собственной операционной системы Tmax OS и офисного пакета Tmax Office.